# Ceratophyllus lunatus
Ceratophyllus lunatus är en loppart som beskrevs av Jordan et Rothschild 1920. Ceratophyllus lunatus ingår i släktet Ceratophyllus och familjen fågelloppor.

## Underarter
Arten delas in i följande underarter:
- C. l. lunatus
- C. l. tundrensis